# Life Quality Project
Life Quality Project (del inglés Proyecto Calidad de Vida), también conocida por las siglas LQP, es una organización afín a diversas pseudociencias, creada en 1987, y liderada por el exempresario de seguros italiano Alfredo Offidani. Ha sido calificada de secta por algunas fuentes, sin embargo hasta el momento no fue prohibida por ninguna administración o gobierno. Está presente en varios países, generalmente bajo la forma de una asociación civil sin fines de lucro, aunque en Estados Unidos se encuentra inscrita en el estado de Arizona como una sociedad comercial lucrativa de responsabilidad limitada (LLC).

## Objetivos declarados
Se presenta como una organización que favorece y estimula la calidad de vida de sus miembros. En tal sentido, la información que esta organización presenta al público abierto muestra un panorama extremadamente vago y amplio. Sus objetivos así declarados son ayudar a lograr una visión global de la vida a través de lo que ellos llaman "un conocimiento unificado", y más allá de las divisiones en el arte, la ciencia, la religión, la filosofía y sus aplicaciones, se busca individualizar, estudiar y defender modelos y actividades culturales y operativas cuya finalidad sea alcanzar una mejor calidad de vida. 
Con la activa participación y colaboración de los socios se asegura que el programa denominado Life Quality Project genera la búsqueda y desenvolvimiento de asociaciones, fundaciones, instituciones, sociedades, industrias, comercios, escuelas, individuos y grupos que operen en favor de la evolución del individuo y del género humano, a través de la búsqueda y creación de nuevos productos, servicios e ideas que aporten mejoras reales a la calidad de vida y se reconozcan participantes comprometidos en un contexto bien amplio y en una visión global y armónica de la existencia.
Con respecto a su orientación espiritual, en la información oficial que brinda LQP sólo se dice que sus miembros participan de una "enseñanza auténtica de Conocimiento" para alcanzar una mejor calidad de existencia, y mencionando que en dicho camino se promueve la sobriedad, la educación, el desarrollo de la amistad, la ética profesional y humana para alcanzar el bienestar físico, mental, material y espiritual. Sin embargo, en numerosos capítulos y párrafos de la obra La vía, de Juan Sgolastra, se menciona sin lugar a dudas la existencia de un Maestro dentro de una estructura jerárquica muy definida. Todos los miembros de la organización y especialmente aquellos que tienen algún grado de responsabilidad, tienen que actuar con "sumisión" hacia Dios y hacia el Maestro. Esa sumisión es la condición esencial que debe tener el discípulo.

## Actividades conexas

### Energía Cósmica IRECA
Otro canal público a través del cual se manifiesta la actividad de la organización LQP está representado por el IRECA "Instituto di Ricerca Sull’Energía Cosmica Aplicatta" (Instituto de Investigación sobre Energía Cósmica Aplicada) con sede en Roma (Italia), el cual asegura continuar con los trabajos de investigación sobre la energía que inició el maestro Farid al'afuw al Fattah, depositario del conocimiento sobre los usos de la energía cósmica con fines terapéuticos en la Anatolia del siglo XIX.
Sus practicantes aseguran que es objetiva, científica, no requiere de sugestión, y que cualquier enfermedad puede ser tratada con ella, desde dolencias simples como gripe, aquellas asociadas a los aspectos psicológicos, estrés, angustia, depresión, etc., hasta síndromes complejos o enfermedades terminales, pero sin respaldo de estudios, por lo que es una pseudomedicina.

## Presencia internacional
Actualmente Life Quality Project tiene presencia activa en varios países del mundo, entre ellos Italia, España, Suecia, Inglaterra, Chile, Cuba, Brasil, EE. UU., México y Argentina. [cita requerida]

## Críticas
De acuerdo al investigador Vicente Jara Vera, la estructura del grupo es verticalista desde el líder y sus allegados cercanos hasta los coordinadores en cada región, siempre bajo relaciones internas férreas e incondicionales, de tipo piramidal y autoritario. Alfredo Offidani se considera un descendiente directo del poeta sufí persa del siglo XII Farid Ud-Din Attar, pero remonta su formación mística hasta el mismísimo Al-Khidr, sabio anterior al nacimiento del Islam. En tal sentido, el líder de LQP afirma ser uno de los pocos instruidos directamente por este legendario personaje y haber recibido del mismo el poder divino. Jara Vera como conclusión dice que Life Quality Project es una entidad pseudomística, pseudocientífica y pseudoterapéutica, con pretensiones comerciales y de poder social que por medio del engaño en sus productos y métodos explota a sus adeptos, a los cuales no sólo los considera clientes sino que al mismo tiempo va infundiendo en ellos creencias espirituales y religiosas de carácter relativista, sincretista y difuso, creando relaciones de dependencia con el grupo, al que por lo tanto se debe definir como secta.
En una similar línea de análisis, el escritor sobre temáticas sufíes Alan Wrightson remarca el carácter autoritario y nocivo de la personalidad de Offidani en un pormenorizado texto que forma parte de su libro Master Disaster (Maestro Desastre, en español). En el mismo pone de manifiesto que la patología sobresaliente hacia sus discípulos es la "manipulación a través de la ilusión" como protocolo perenne para generar en ellos dominación y dependencia.
Según el testimonio de un ex discípulo, LQP es una organización piramidal, verticalista, en cuya cima se encuentra el maestro o gurú de la secta, y un escalón más abajo su reducido séquito de máxima confianza. Desde dicho ámbito parten las instrucciones hacia los responsables de cada país en los que actúa esta organización (habitualmente por medio del correo electrónico), y desde allí hacia los diferentes responsables regionales y finalmente a los líderes de cada grupo, para que éstos las transmitan hacia los discípulos llanos. A los mismos se les dice que en cualquier momento pueden tener acceso al maestro, pero en todos los casos se les recomienda no saltarse líneas jerárquicas y seguir escrupulosamente la pirámide establecida para cualquier tipo de comunicación, informes o consultas. Los responsables de los grupos nacionales son generalmente antiguos discípulos de confianza de Offidani, a quienes desde el entorno del maestro se les requiere un informe diario de las actividades, de las novedades, las finanzas, y de la situación en general.